# Azamara Journey
O Azamara Journey é um navio transatlântico navegando sob a bandeira de Malta pertencente a Azamara Cruises.

## Características
O Azamara foi construído no ano de 2000 navegando com o nome de R Six, de 2005 a 2007 levou em seu costado o nome de Blue Dream tendo como armadora a Pullmantur Cruises, assumindo a nova identidade após uma grande reforma em 2007. Possui 180 m de comprimento, e boca de 25,5 m e desloca 30 277 t, alcança velocidade de 18 nós. Possui 349 cabines e a sua entrada principal apresenta uma escadaria que lembra a do RMS Titanic. Entre as suas facilidades, conta ainda com áreas de lazer como Fitness Center, Cyber Café, Spa, sauna, piscinas, clube para crianças, restaurantes, cassino, discoteca, lojas e bares.